# マシジミ
マシジミ（真蜆、英: Asian clam、学名: Corbicula leana）は、淡水にすむシジミ科の二枚貝である。河川の中流域から上流域にかけての砂礫底に生息する。湖沼でも見られるが、砂泥底を好み、泥底ではあまり見られない。日本（本州（岩手県北上川水系以南）、四国、九州）と朝鮮半島（漢江、洛東江）に分布する。

## 形態・生態
殻は30-35ミリメートル、時には40ミリメートルを超えるものも見られる。殻の表面は若いうちは黄褐色、成長につれて黒味がかり、緑色、黒色と変化していくが、生息場所の影響を強く受ける。成長につれて規則的な同心円状の凹凸がある。殻の内側は紫色をしている。
染色体は動物としてはめずらしい雄性発生の3倍体で、雌雄同体で卵胎生である。一匹が排卵すると他の個体も排卵を始め、放出される卵の数に対して約10-20%は幼生として親貝から放出される。排出された卵は自家受精済みで約2日後にはD型幼生になり、底生生活をする。タイワンシジミに似ているが、殻の縁部分「内側」がタイワンシジミと異なり、淡い色となっている。

## 保護
日本の環境省レッドリスト2020では、絶滅危惧Ⅱ類(VU)に指定されている。
水路・ため池・水田など人間の身近にも生息していたが、圃場整備や乾田化などによって、生息環境が大規模に失われている。
また、マシジミと形態的に酷似するタイワンシジミなど、外来種の貝類が輸入され日本各地で野生化し大量繁殖していることも、マシジミの生息数の減少に拍車をかけている。マシジミやタイワンシジミは精子側の遺伝情報のみが子に継承される特徴があり、タイワンシジミの精子をマシジミが吸い込んで受精した場合は、生まれる子はタイワンシジミの形質になる。タイワンシジミは大量に水中に放精するため、マシジミの生息域にタイワンシジミが侵入すると、数年でマシジミが消失してタイワンシジミに置き換わる事例が報告されている。

## 関連項目

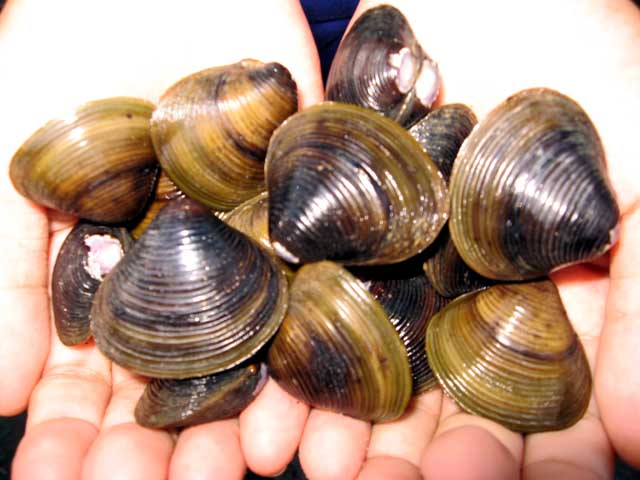
大きな個体 三重県いなべ市
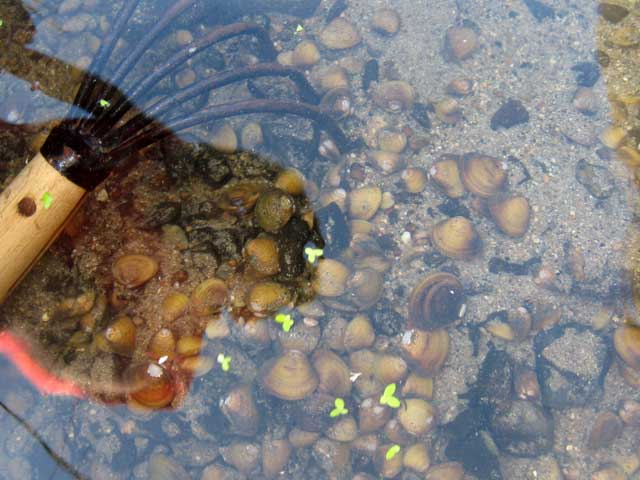
生息地の用水路で 川底を引っかいたところ 三重県四日市市

## 食品としての利用
日本で広く食用にされているシジミは、汽水域に生息するヤマトシジミだが、このマシジミも同様に食用となり、黄疸に効くとされている。但し、生息密度が低いため、琵琶湖産のセタシジミに偶然混ざっている程度であり、ほとんど市場に出回らない。